# Meadows (ort i Kanada)
Meadows är en ort i Kanada.   Den ligger i provinsen Newfoundland och Labrador, i den östra delen av landet, 1 400 km öster om huvudstaden Ottawa. Antalet invånare är 637.
Terrängen runt Meadows är kuperad åt nordost, men åt sydväst är den platt. Havet är nära Meadows åt nordväst. Närmaste större samhälle är Corner Brook, 7,9 km sydost om Meadows. 
I omgivningarna runt Meadows växer i huvudsak blandskog. Runt Meadows är det ganska tätbefolkat, med 124 invånare per kvadratkilometer.